# Irena Węgierska
Irena Węgierska, właśc. Pryska, węg. Piroska (ur. ok. 1088, zm. ok. 1134 w Bitynii) – bizantyńska cesarzowa, święta Kościoła prawosławnego.

## Życiorys
Na chrzcie otrzymała imię Piroska. Była córką króla Węgier Władysława I Świętego z dynastii Arpadów oraz Adelajdy Szwabskiej (ur. przed 1077, zm. w maju 1090), córki Rudolfa Szwabskiego.
W 1104 roku przeszła na prawosławie i poślubiła cesarza bizantyńskiego Jana II Komnena. Na powtórnym chrzcie przyjęła imię Irena.
Para cesarska doczekała się ósemki dzieci.
1. Aleksy Komnen (zm. 1142), współcesarz od 1122 to 1142.
2. Maria Komnena (bliźniacza siostra Aleksego)
3. Andronik Komnen (zm. 1142)
4. Anna Komnena
5. Izaak Komnen (zm. 1154)
6. Teodora Komnena (zm. 12 maja 1157)
7. Eudokia Komnena
8. Manuel I Komnen, następca Jana II (zm. 1180)

Irena nie odegrała znaczącej roli w polityce. Poświęciła się wychowaniu dzieci i sprawom religijnym. Jako żona cesarza zajęła się fundacją klasztoru Pantokratora w Konstantynopolu (dzis. Stambuł) i złączonego z nim szpitala. Na łożu śmierci miała przyjąć imię zakonne Ksene.
W synaksarionach wspominana jest 14 sierpnia.